# なんかいNEWS5-30
『なんかいNEWS5-30』（なんかいニュース ごーさんまる）は、1986年9月29日から南海放送がテレビ放送していた夕方のローカルニュース番組である。

## 概要
それまで平日夕方に放送されていた『なんかいワイドニュースtoday』のリニューアル版。タイトル通りに17時30分（夕方5時30分）からの放送となり、18時30分までの1時間にわたって放送されていた。
その後、日本テレビの『NNNライブオンネットワーク』が1987年10月にリニューアルするのに合わせて放送時間を19時までに拡大し、同番組を内包する90分番組となった。そして1988年4月には全国ニュースが『NNNニュースプラス1』に移行したことにより、本番組も『なんかいNEWS530プラス1』（なんかいニュース ごーさんまるプラスワン）と改題。1996年4月に放送開始時刻を17時24分からに繰り上げ、同時にタイトルを『特急!なんかいNEWSプラス1』（とっきゅう!なんかいニュースプラスワン）に改めた。
番組は2004年4月2日に終了。同年4月5日からは、替わって『おかえりテレビ』と『Newsリアルタイムえひめ』が放送されていた。

## 歴代キャスター
- 戒田節子（1986年10月 - 1989年9月）『なんかいワイドニュースtoday』より続投。
- 宇都宮基師（同じく『ワイドニュースtoday』より続投）
- 西山かおり
- 門田秀広
- 田中和彦
- 芝尚子
- 宇都宮民
- 渡部剛士
- 永野彰子
- 松本直幸
- 佐伯りさ

## 備考
「特急!なんかいNEWSプラス1」時代のテーマ曲に浅倉大介作曲の「LANDING TIMEMACHINE」が使われていた。当時本番組の30分遅れで放送されていたテレビ愛媛の『EBCスーパーニュース』はこの曲のアレンジ版を使用していたため、一時期愛媛県のテレビ放送では「LANDING TIMEMACHINE」の原曲とアレンジ版の2バージョンを聞くことができた。